# Maria Paleolog
Maria Paleolog (ur. ok. 1287, zm. po 1303) – córka Iwana Asena III i Ireny Paleologini. 

## Życiorys
We wrześniu 1303 roku została wydana za mąż za Rogera de Flor, dowódcę Kompanii Katalońskiej. Jej ślub przypieczętował sojusz Bizancjum z Kompanią Katalońską. 